# Bistrița (fiume affluente del Siret)
Il Bistrița (pronuncia in romeno: [ˈbistrit͡sa] ( listen); alcune volte chiamato Bistrița Moldoveană) è un fiume in Romania nelle regioni di Maramures, Bucovina e Moldavia. Vicino a Bacău confluisce nel fiume Siret. Scorre tra i distretti di Suceava, Neamț e Bacău. Le città Vatra Dornei, Bicaz, Piatra Neamț, Roznov, Buhuși e Bacău giacciono lungo il Bistrița. Il fiume è lungo 283 km, e il bacino è di 7039 km².
La parte superiore è nota come Bistrița Aurie in lingua tedesca Goldene Bistritz.
Le seguenti dighe sono presenti sul fiume:
- Topoliceni
- Izvorul Muntelui
- Pângărați
- Vaduri
- Piatra Neamț
- Reconstrucția
- Racova
- Gârleni
- Lilieci
- Bacău

## Paesi e villaggi
I seguenti centri abitati sono lungo il fiume Bistrița, dalla sorgente: Șesuri, Gura Lalei, Rotunda, Cârlibaba, Cârlibaba Nouă, Valea Stânei, Botoș, Ciocănești, Iacobeni, Argestru, Vatra Dornei, Dorna-Arini, Cozănești, Gheorghițeni, Ortoaia, Rusca, Sunători, Călinești, Zugreni, Chiril, Cojoci, Satu Mare, Crucea, Holda, Holdița, Broșteni, Lungeni, Pietroasa, Frasin, Mădei, Pârâul Cârjei, Borca, Sabasa, Soci, Pârâul Pântei, Stejaru, Bușmei, Farcașa, Popești, Frumosu, Pârâul Fagului, Dreptu, Săvinești, Galu, Ruseni, Poiana Teiului, Topoliceni,  Roșeni, Poiana Largului, Călugăreni, Neamț, Bistricioara, Neamț, Ceahlău, Chirițeni, Hangu, Grozăvești, Buhalnița, Neamț, Ruginești, Izvoru Alb, Secu, Potoci, Bicaz, Capșa, Tarcău, Straja, Oanțu, Poiana, Pângărați, Preluca, Vaduri, Scăricica, Viișoara, Agârcia, Doamna, Piatra Neamț, Văleni, Cut,  Dumbrava Roșie, Brășăuți, Săvinești, Roznov, Zănești, Șovoaia, Ruseni, Podoleni, Rediu, Socea, Mănoaia, Neamț, Costișa, Frunzeni, Bețești, Cândești, Bărcănești, Valea lui Ion, Buhuși, Blăgești, Racova, Buda, Hălmăcioaia, Gura Văii, Ciumași, Lespezi, Gârleni, Itești, Lilieci, Bacău, Luizi-Călugăra, Galbeni

## Tributari

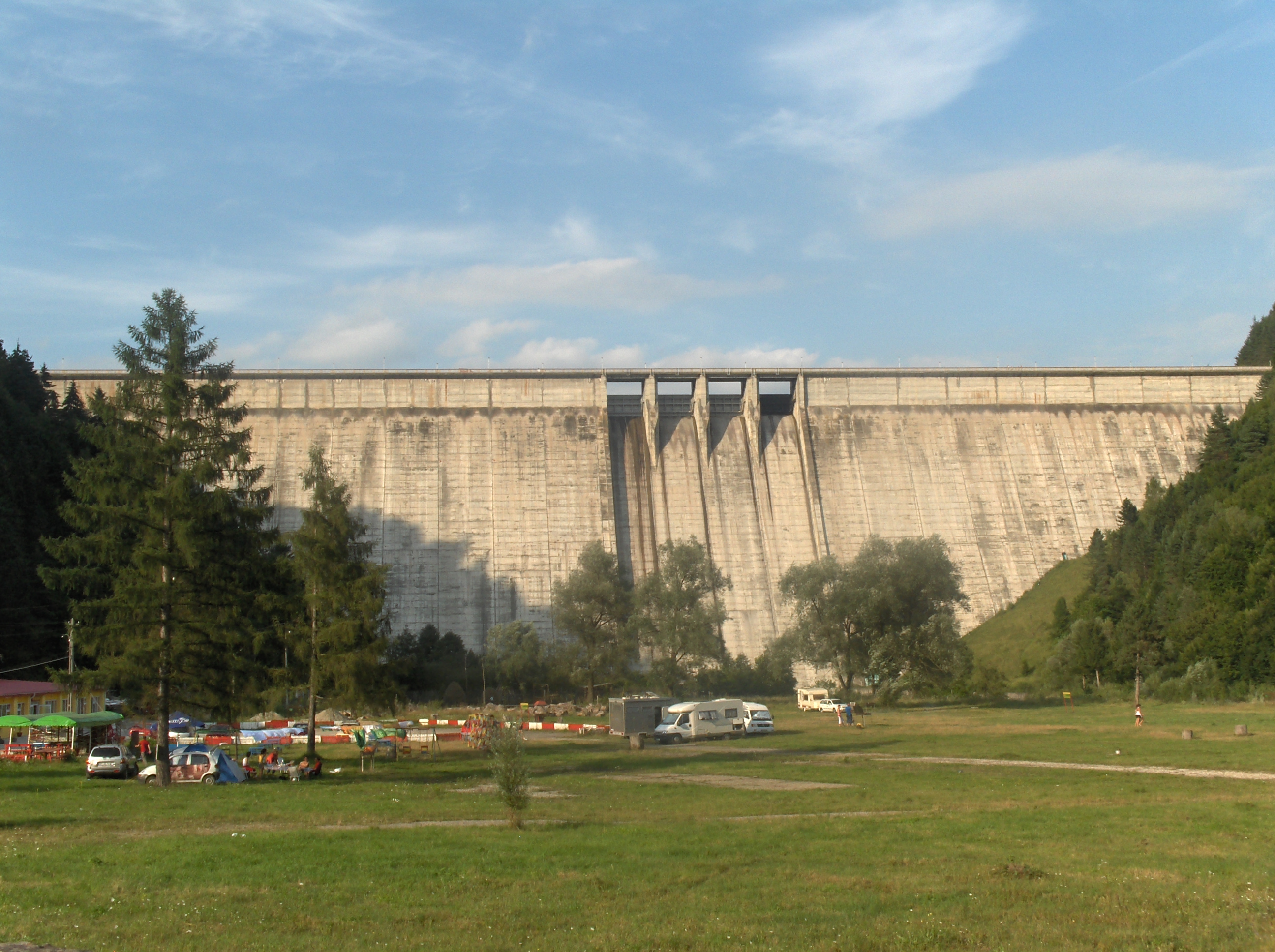
Diga Izvorul Muntelui, 127 metri alta, costruita tra il 1950 e il 1960 sul Bistrița, formando il lago Izvorul Muntelui

I seguenti fiumi sono tributari al Bistrița:
Sinistra: Bârjaba, Vulcănescu, Șes, Tinosu Mare, Iurescu, Bretila, Țibău, Cârlibaba, Afinetu, Valea Stânei, Andronic, Botoș, Gropăria, Oița, Brezuța, Fieru, Argestru, Chilia, Biliceni, Gheorghițeni, Rusca, Stânișoara, Călinești, Frumușana, Izvorul Arseneasa, Colbu, Arama, Chiril, Cojoci, Fieru, Pârâul Fagului, Izvorul Casei, Leșu, Puzdra, Holdița, Cotârgași, Pietroasa, Săbașa, Fărcașa, Galu, Largu, Stâna, Vârlanu, Letești, Hangu, Buhalnița, Potoci, Capșa, Pângărați, Pângărăcior, Cuejdiu, Cracău, Câlneș, Dornești, Români, Lețcana, Racova
Destra: Putreda, Tomnatecu Mare, Tomnatecu Mic, Bila, Lala, Rotunda, Izvorul Șes, Zacla, Rusaia, Măgura, Fundoaia, Stânișoara, Valea Bâtcii, Gândac, Diaca, Humor, Scoruș, Pârâul Rece, Suhărzelu Mic, Suhărzelu Mare, Tisa, Ciotina, Haju, Dorna, Neagra Șarului, Arinaș, Cozănești, Ortoaia, Bolătău, Rusca, Oșoiu, Sunători, Valea Lutului, Izvoru Rău, Bârnărel, Pârâul Cornului, Pârâul Ciucului, Bârnaru, Căboaia, Broșteni, Neagra Broșteni, Borca, Stejaru, Dreptu, Ruseni, Zahorna, Roșeni, Pârâul Duruitorilor, Bistricioara, Schitu, Răpciunița, Țiflic, Valea Strâmtorilor, Izvorul Alb, Secu, Izvoru Muntelui, Coșușna, Bicaz, Crasnița, Crasna, Potoci, Tarcău, Oanțul, Secu-Vaduri River, Râul Grădinii, Agârcia, Doamna, Neamț, Pârâul Mănăstirii, Afinișul, Sasca, Calul, Iapa, Mastacăn, Nechitu, Poloboc, Dragova, Blăgești, Buda, Trebiș